# On Earth
Singles
1. Broken Things
Sortie : 20 avril 2018
2. Lifeline
Sortie : 3 aout 2018

On Earth est le second album de la chanteuse américaine Traci Braxton, sorti le 24 aout 2018. 
L'album génère deux singles : Broken Things en featuring Toni, Towanda et Trina Braxton, ainsi que Lifeline,,. Dès le jour de sa sortie, l'opus se classe à la 24eme place du Billboard R&B Album Sales chart.

## Historique
The Braxtons sort leur premier album So Many Ways en 1996 avec leur quatre singles : Good Life, So Many Ways, Only Love, The Boss et Slow Flow. Mais juste au moment de sortir le 1er single Good Life, elle dut abandonner le groupe car elle donne naissance à son 1er enfant.
En 2011, elle participe avec ses sœurs dont elle avait formé le groupe The Braxtons à leur propre télé-réalité prénommée Braxton Family Values.
Entretemps, elle intervient en tant que choriste sur les prestations scéniques de ses soeurs.
En parallèle, elle intervient pour les causes des enfants handicapés, du cancer, du diabète, participe en tant que conférencière à divers organismes de bienfaisance afin d'aider les femmes à travers le monde qui sont confrontés à des violences domestiques.
En 2013, elle obtient sa propre émission de radio sur le web, prénommée The Traci Braxton Show, apparait avec son mari dans l'émission de télé-réalité Marriage Boot Camp et signe sur le label Entertainment One pour la sortie d'un opus.
En 2014, elle publie son premier opus : Crash & Burn, précédé du single Last Call. La chanson atteint la 16e meilleure place au Billboard R&B Songs. L'album Crash & Burn débute à la 18e position du Top R&B/Hip-Hop Albums et à la 11e place du Billboard R&B Albums, en se vendant à plus de 4000 exemplaires dès la 1re semaine de sa sortie. Il arrive également à la 1re place du classement Heatseekers albums chart.

## Singles
Le 20 avril 2018, Traci Braxton publie le single Broken Things avec en featuring Toni, Towanda et Trina,,. Le 3 aout 2018, elle dévoile Lifeline.

## Liste des titres et formats
| 1. | On Earth                                                 |  | 5:23 |
| 2. | Lifeline                                                 |  | 4:08 |
| 3. | Boye Bye                                                 |  | 3:44 |
| 4. | Broken Things (featuring Toni, Towanda et Trina Braxton) |  | 3:51 |
| 5. | Out Of The Box                                           |  | 3:21 |
| 6. | To The Side                                              |  | 3:30 |
| 7. | White Noise                                              |  | 3:53 |
| 8. | I Won't Cry                                              |  | 4:07 |

## Classement hebdomadaire
Dès le jour de sa sortie, l'opus se classe à la 24eme place du Billboard R&B Album Sales chart.

## Personnel
- Traci Braxton : interprète principal, auteur, chœur, co-productrice